# Vicoin
De Vicoin is rivier in Frankrijk en een zijrivier van de Mayenne. De bron bevindt zich op de grens van de gemeenten La Baconnière en Le Bourgneuf-la-Forêt en op zijn loop van 47 km wordt de rivier gevoed door verschillende beken zoals de Perche in Saint-Berthevin. De rivier stroomt door het departement Mayenne en mondt uit in de Mayenne in de gemeente Entrammes ten zuiden van Laval.
In het verleden waren tot twintig watermolens actief op de Vicoin, waarvan sommige tot halfweg de 20e eeuw.